# Soca
A soca egy karib zenei műfaj, amely a 70-es évek elején keletkezett. A calypso és indiai ritmusok összefűzésével alakult ki, így lett a calypso modern változata.
A soca zene a karneváli időszakban kifejezetten népszerű.

## Származása
Származási helye Trinidad és Tobago, de a Kis-Antillák összes szigetén megtalálható, ahol az ottani zenei tradíciókkal összeolvad.
A szó eredetét illetően gyakran a „Soul of Calypso”, illetve ritkábban a calypso első és utolsó szótagjainak összevonásával magyarázzák. Az eredeti írásmód a „Sokah” (a szó a hindi zenére utal).

## Fajtái
- ragga-soca
- chutney-soca

## Előadók
- Alison Hinds
- Bunji Garlin
- Burning Flames
- David Rudder
- Destra Garcia
- Faye Anne
- Iwer George
- Jamesey P
- Jammband
- Kevin Lyttle
- Machel Montano
- Maximus Dan
- Madd
- Maddzart
- Mighty Sparrow
- Rupee
- Shadow
- Shurwayne Winchester
- Small Axe Band
- Talpree